# Dan McClintock
Daniel Raymond "Dan" McClintock (nacido el 19 de abril de 1977 en Fountain Valley, California) es un jugador de baloncesto estadounidense que disputó catorce temporadas como profesional, una de ellas en la NBA. Con 2,13 metros de estatura, juega en la posición de pívot.

## Trayectoria deportiva

### Universidad
Jugó durante cuatro temporadas con los Lumberjacks de la Universidad del Norte de Arizona, en las que promedió 11,9 puntos, 4,2 rebotes y 1,7 tapones por partido. En su última temporada en el equipo fue incluido en el mejor quinteto de la Big Sky Conference.

### Profesional
Fue elegido en la quincuagésimo tercera posición del Draft de la NBA de 2000 por Denver Nuggets, pero fue inicialmente despedido por el equipo, marchándsose a jugar a la ABA hasta que los Nuggets le firmaron hasta el final de la temporada en el mes de abril. Jugó seis partidos, en los que promedió 3,0 puntos y 2,8 rebotes.
Al año siguiente probó en pretemporada con los Phoenix Suns, pero acabó fichando por el Fortitudo Bologna de la liga italiana. Allí únicamente disputó dos partidos en los que no llegó a anotar ningún punto.
Su carrera continuó en la liga china, jugando tres temporadas con los Shanghai Sharks, regresando posteriormente a Europa donde jugó en varias ligas nacionales. Su última aparición en el Viejo Continente fue formando parte de la plantilla del AS Monaco Basket de la NM1, la tercera división del baloncesto francés en 2013, donde disputó siete partidos en los que promedió 10,7 puntos y 4,4 rebotes.
Regresó posteriormente a su país, para jugar en los Arizona Scorpions de la ABA, donde jugó su última temporada como profesional.

## Estadísticas de su carrera en la NBA
| Año     | Equipo | PJ | PT | MPP | %TC  | %3P  | %TL  | RPP | APP | ROB | TPP | PPP |
| ------- | ------ | -- | -- | --- | ---- | ---- | ---- | --- | --- | --- | --- | --- |
| 2000-01 | Denver | 6  | 1  | 9.7 | .500 | .000 | .000 | 2.8 | .2  | .0  | .3  | 3.0 |
| Total   | Total  | 6  | 1  | 9.7 | .500 | .000 | .000 | 2.8 | .2  | .0  | .3  | 3.0 |